# Fédération des Kiribati de football
La Fédération des Kiribati de football (en anglais : Kiribati Islands Football Federation, KIFF) est une association regroupant les clubs de football des Kiribati et organisant les compétitions nationales et les matchs internationaux de la sélection des Kiribati masculine, Kiribati féminine et Kiribati masculine futsal.
La Fédération des Kiribati de football est fondée en 1980.
Le Championnat des Kiribati de football est une compétition sportive créée en 2002. La première compétition débute en 1984.
La KIFA est un membre actif du Comité national olympique des Kiribati (CNOK), qui a été reconnu par le Comité international olympique en juillet 2003.
Les Kiribati devient membre associé de la Confédération du football d'Océanie (OFC) en 2007.
Elle fut membre de la ConIFA le 6 mai 2016 à 2022.
Martin Tofinga devient en 2019 président de la KIFA est remplace Ioteba Redfern qui été président depuis 2007. Martin Tofinga décède pendant ses fonctions à Betio en août 2023.